# 乒乓外交
乒乓外交（英語：Ping Pong Diplomacy）指1971年4月中华人民共和国与美国两国乒乓球队互访的一系列事件，由中华人民共和国主动把体育政治化，号称“小球转大球”，借助乒乓球为紧绷的两国外交关系破冰。

## 背景
美国总统理查德·尼克松上任后寻求制衡苏联的力量。中华人民共和国兩彈一星的成功，核威懾力遠超在台湾的中华民国，遂成为美国拉攏对象。另一方面，由于北京与苏联关系恶化，加之苏联在中华人民共和国边境部署大量兵力，北京政府也希望恢复对美外交，以求制衡苏联，及爭取联合国內的席位。但多年的政治意识形态的隔膜，使得两国缺乏一个合理的契机。乒乓外交是由中华人民共和国主动把体育政治化，号称“小球转大球”，借助乒乓球为紧绷的中美外交关系破冰。

## 經過

### 世錦賽碰面
事件起于1971年3月28日至4月7日在日本名古屋举行的第31届世界乒乓球锦标赛。在中断两届后，中华人民共和国乒乓球队在名古屋世界乒乓錦標賽回归。
开赛前夕，中华人民共和国国务院总理周恩来召集有关人士开会时要求这次参赛“接触许多国家的代表队”，“我们也可以请他们来比赛”，要在座的人“动动脑筋”。比赛第一天，中华人民共和国队乘巴士从体育馆返回宾馆时，美国运动员格伦·科恩不小心上错车。汽车到宾馆约需15分钟，而前10分钟大家都没有什么交流。后来中华人民共和国运动员莊則棟主动和他握手寒暄，并送他一块印有黄山图案的杭州织锦。当时在车上科恩想回赠点什么，但在包里只找到一把梳子。他说“我想送给你点什么，但我总不能送你梳子吧”。下车时科恩手持织锦的情景被在场记者抓拍，成为爆炸性新闻。第二天，科恩准备了一件印有和平标记和“Let It Be”字样的运动衫，专门在中华人民共和国队的必经之路上等待莊則棟，回赠他并与他拥抱。记者问科恩是否想去中国，科恩回答：“我想去任何一个我没到过的国家，阿根廷、澳大利亚、中国。”记者再问：“那特别是中国这个国家，你想去吗？”科恩给予肯定。
其后，美国乒乓球队副领队哈里森来到中华人民共和国乒乓球队下榻的酒店拜会其代表团负责人，并询问能否邀请美国队访问中华人民共和国。4月3日中华人民共和国外交部收到国家队的报告后，在提交周恩来的报告上指支持台湾蒋介石政府的美国政府的球队访华乃是不合时宜。周恩来批示同意外交部意见，附带一条批阅“请把愿意访华的美国队名单记录下来，以便今后同他们联系。请毛主席阅示！”。毛泽东睡前看参考消息，读到外电对回赠礼品事件的报道，指示邀请美国乒乓球队访华。
次日，美国国务院接到美國駐日大使《关于中国邀请美国乒乓球队访华的报告》，立即向白宮报告。理查德·尼克松在深夜得知这个消息后，立即发电报给美國駐日大使，同意中方的邀请。事后尼克松说：“我从未料到对中国的主动行动会以乒乓球队访问北京的形式得到实现。”

### 美国球员出访北京
4月10日至17日，美国乒乓球协会运动员4位官员和格伦·科恩、雷塞克等9位运动员还有2位配偶和一小批美国新闻记者经英屬香港抵达北京，科恩等成为自1949年以来第一批获准进入中华人民共和国境内的美国运动员。期间周恩来每天都有详尽明确的批示应对各种突发情况。如1971年4月12日11时周在批示中特意指出“可以安排他们去参观故宫”；4月13日晚建议“看样板戏的剧场，既然政协礼堂不太合适，应安排在人民大会堂三楼小礼堂”，对样板戏剧场的变动给予妥善安排。
美国队在北京和上海进行了两场比赛。4月14日凌晨，美国、加拿大几名队员突然生病，美国乒乓球代表团与中方翻译发生误会，以为中方有意把美国队员留下不让走。周恩来得知后批示迅速给予治疗，如能参与接见尽量安排，并保证美国队员的人身自由。当天周恩来在人民大会堂接见美国乒乓球队时说：“你们在中美两国人民的关系上打开了一个新篇章。我相信，我们友谊的这一新开端必将受到我们两国多数人民的支持。”在周恩来发表讲话的几个小时后，尼克松宣布一系列对华开禁措施。访问团还游览了长城，参观了清华大学等地。

## 影响

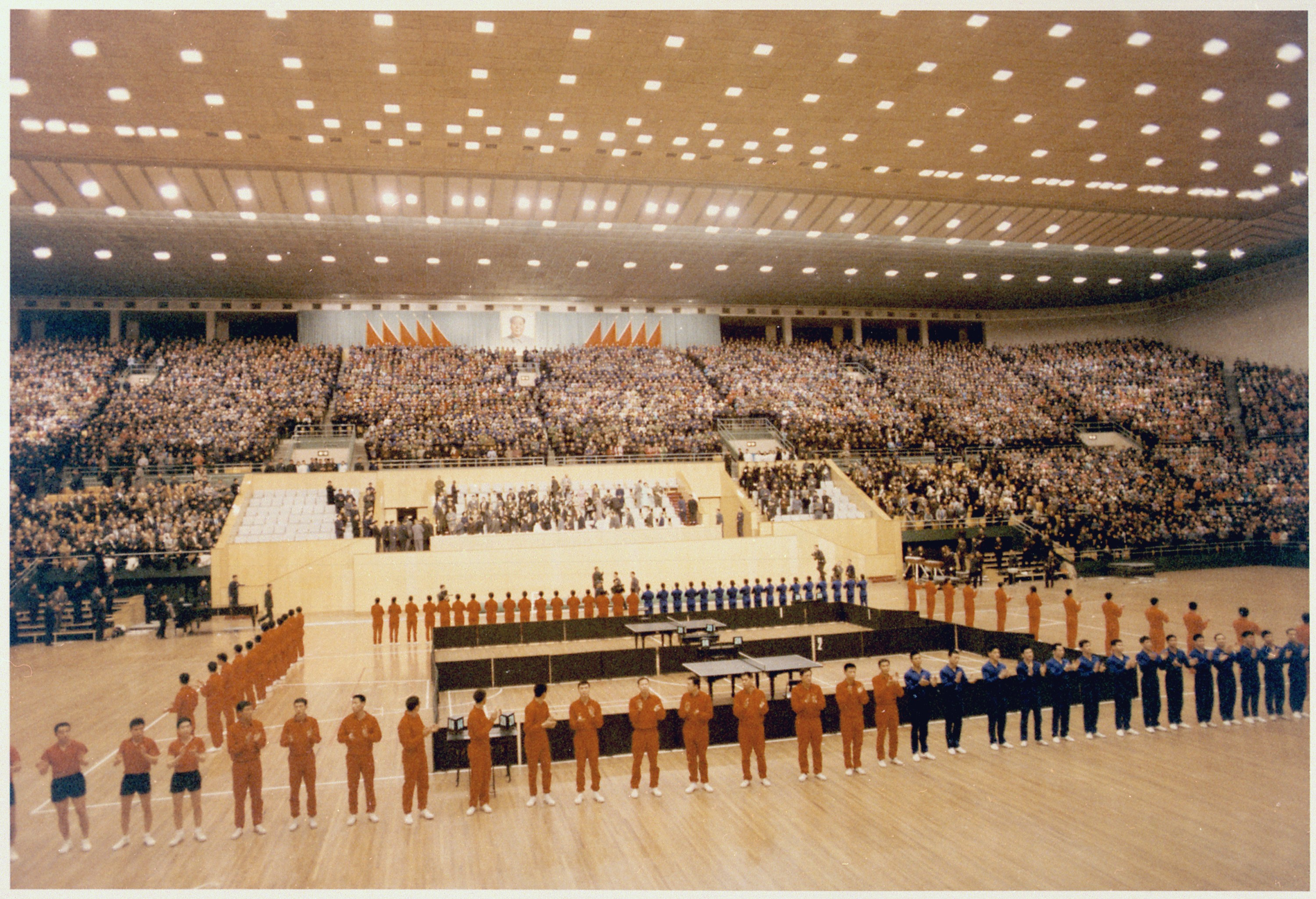
1972年尼克森訪問中國大陸，在北京參觀乒乓表演賽

本事件成为冷战重要事件，结束了中华人民共和国和美国20多年来人员交往隔绝的局面，令两国和解取得历史性突破，並令到中華民國與美國關係大幅降温。1972年2月21日，尼克松访問中國大陸，中美關係解凍，開啟了中美關係的大門。
乒乓外交同时也成为了文化交流推动政治发展的一个重要例子，也突破原先中華民國在外交上延續二戰勝利的優勢，反勝為敗。
1994年美國電影《阿甘正傳》中將主角阿甘設定為當年第一批訪問中國大陸的美國乒乓球員。

## 后续事件
2006年3月27日，庆祝“乒乓外交”35周年的“红杉树友谊之旅”在北京举行。美国乒乓球代表团一行25人，包括当年到访球队的6人以及当时已故的运动员科恩的母亲，与当年中国队的成员及相关人员重聚。
2008年6月9日，一个为期三天的乒乓外交纪念活动在位于美国加利福尼亚州的约巴林达市的理查德·尼克松图书馆及纪念馆（Richard Nixon Presidential Library and Museum）举行。当年（1971年）的中美乒乓球队队员再度会面并进行了一场友谊赛。
2021年4月24日，纪念中美“乒乓外交”50周年活动在北京举行。时任中国乒乓球协会主席刘国梁 、中国篮球协会主席姚明、CBA北京紫禁勇士队主教练马布里 、“乒乓外交” 亲历者梁戈亮等嘉宾出席活动。美国前国务卿基辛格通过视频致辞。同年11月21日，国际乒联联合中美两国乒乓球协会纪念“乒乓外交50周年”晚宴在休斯敦举行。刘国梁在晚宴中发表了讲话。尼克松的外孙克里斯托弗·尼克松·考克斯、曾担任美国驻北京联络处主任的美国前总统乔治·赫伯特·沃克·布什的儿子尼尔·马伦·布什以及休斯敦市长西尔维斯特·特纳参加了晚宴。同日，国际乒联执行委员会批准了中美两国乒协提交的中美配对参加休斯敦世乒赛混双比赛的请求，并在纪念晚宴中公布了两对跨国参赛组合。

## 類似外交活動
2008年2月24日，美國紐約愛樂交響樂團訪問朝鲜民主主义人民共和国（朝鲜），並在平壤進行公開演奏會。

### 书籍
- Itoh, Mayumi. . Palgrave-MacMillan. 2011  [2013-03-21]. ISBN 978-0-230-11813-3. （原始内容存档于2019-05-02）.　(伊東真弓著 『乒乓外交的起源　米中関係的忘却的立役者 後藤 鉀二』 パルグレイブ　マクミラン出版　２０１１年 )